# Марко Васић
Марко Васић, од 1804. познат и као Карамарко или Кара-Марко (заселак Гручићи, село Црвица, Осат, друга половина 18. вијека — ?) је био вођа српских устаника против упада јањичара у Осат, један од вођа Првог српског устанка, војвода Рачанске кнежине и војвода Соколске нахије.

## Биографија
Рођен је у вишечланој патријархалној задрузи у засеоку Гручићи, село Цврица. Као млад се бавио ковачким занатом. Међу Србима у Осату је важио као изузетно храбар и јак човјек, па је изабран да буде вођа српске одбране Осата од упада јањичара. Када је 1804. избио Први српски устанак, хаџи Мелентије Стевановић га позива да се заједно са Осаћанима придружи устаницима у првим борбама на Дрини. Борио се заједно са хаџи Мелентијем Стевановићем, протом Метејом Ненадовићем и Јаковом Ненадовићем. У првим борбама се прочуо по јунашту, те је Карађорђе изразио жељу да га сретне. Карађорђе му је приликом сусрета рекао: „Ја сам Карађорђе, а ти си од данас Карамарко”, те је од тада био познат и као Карамарко. Карађорђе му је том приликом дао војску и војводу Лазара Мутапа да са њима ослободи Осат и Сребреницу од Турака. Заједно је са Лазаром Мутапом 1804. ослободио већи дио Осата, али је убрзо иза тога османлијска војска напала Осат а устаници су се повукли преко Дрине. Приликом повлачења, погинула му је жена.
Након одлуке Српске скупштине 1805. у Пећанима, учествује у ослобођењу Ужица, а 1806. се враћа у Подриње заједно са хаџи Мелентијем Стевановићем са којим је 29. септембра водио велике борбе против Турака на Сикирић скели на Дрини. Заједно је са Мелентијем Стевановићем, Миланом Обреновићем, Матејом Ненадовићем и Симом Бирчанином предводио српску војску у бици са Турцима на Лучиндан 1808. у Оклецу, Врањковини у Осату, и Прибићевцу код Сребренице. У овом окршају је предводио српску војску у јуришу од Скелана до Сребренице и Осмаче, а у Прибићевцу је дошло до битке. Помиње се и у записима војводе Поп Луке Лазаревића о борбама у Осату и Сребреници 1809. године: „Карамарко протера Турке, и хришћане против њих диже”.
Карађорђе га је по одласку Мелентија Стевановића у Руску Империју 1810. поставио за војводу Соколске нахије и војног старјешину у Рачи. У то вијеме, његов писар је био Нићифор Нинковић, а биљубаше Петар и Јанко. Карађорђе га је због интрига смијенио 7. априла 1813, након чега на кратко одлази код проте Метеје Ненадовића у Ваљево. У мају 1813. је са скупљеном војском прешао у Осат ради одбране Осаћана од Турака. Био је један од ријетких који није након пораза Првог српског устанка прешао у Аустријско царство. Настанио се у селу поред Карађорђеве Тополе, и отишао у хајдуке.
Због Маркове оданости Карађорђу, Милош Обреновић је 1815. наредио његово погубљење а главу предао београдском везиру. Остатке тијела су његови потомци 1845. пренијели и сахранили у порти цркве у Грабовцу код Ваљева.